# 위흐트와라
위흐트와라(고대 영어: Wihtwara)는 오늘날의 와이트섬에 있었던 앵글로색슨 잉글랜드 시대의 소왕국이다. 유트인들이 세웠으며, 수도는 위흐트와라스부르흐(고대 영어: Wihtwarasburgh)였다.
지금의 와이트섬이라는 지명의 유래이기도 한 "위흐트와라"는 "위흐트의 백성들"이라는 뜻이며, 위흐트는 초대 국왕 위흐트가르(Wihtgar)를 의미한다. 그러나 일부 학자들은 위흐트와라라는 지명이 먼저 존재했으며, 그 지명을 설명하기 위해 위흐트가르라는 존재가 나중에 창작되었다고 주장하기도 한다.
위흐트가르와 스투프(Stuf)는 위흐트가르의 초대 공동왕이었는데, 웨식스 왕국의 창업군주 체르디치의 조카들이라고 전한다.  베다 베네라빌리스의 『앵글인의 교회사』에서는 그들이 512년부터 위흐트와라를 다스렸다고 하는데, 『앵글로색슨 연대기』에서는 534년 체르딕의 아들 킨리치에게 땅을 받아 다스리게 되었으며 544년에 위흐트가르가 죽었다고 기록되어 있다.
이후 7세기의 마지막 유트인 왕 아르왈드에 이르기까지 그 사이의 왕들의 이름은 알려져 있지 않다. 661년, 머시아 국왕 울프헤레가 서색슨인들을 정복하고 자기 대자인 남색슨인의 왕 애델웨알흐에게 위흐트와라의 종주권을 넘기고 위흐트인들을 기독교로 개종시켰다. 그러나 울프헤레가 떠나자 위흐트인들은 다시 게르만 토속종교로 재전향했다. 베다의 기록에 따르면 686년 서색슨인의 왕 캐드왈라가 쳐들어와 위흐트인들을 몰살시키고 자기 백성을 식민했다. 아른왈드도 이 때 죽은 것으로 보인다. 캐드왈라는 이로부터 몇 년 뒤에 죽었기 때문에, 어쩌면 위흐트와라 정복 과정에서 입은 부상이 악화되어 죽었을 수도 있다.
위흐트인 중 생존자는 아르왈드의 누이 한 명 뿐이었는데, 그 이름은 전하지 않는다. 그녀는 켄트인의 왕 에그버트와 결혼했다. 에그버트의 아들 위흐트레드가 그녀의 아들인 것으로 추측되며, 그렇다면 그녀는 에델베르흐트 2세의 할머니가 된다. 에델베르흐트는 서색슨인의 왕 에그버트의 조부이며, 에그버트는 앨프레드 대왕의 조부가 된다. 즉 아르왈드의 누이는 앨프리드 대왕의 6대조 할머니가 되는 것이다.